# Atlapetes canigenis
Atlapetes canigenis là một loài chim trong họ Emberizidae.